# Verbena Tragica
Verbena trágica is een Amerikaanse film uit 1939 geregisseerd door Charles Lamont. De film werd in 1996 opgenomen in het National Film Registry.